# Stephan Turnovszky
Stephan Turnovszky (Lucerna, 21 de junho de 1964) é bispo auxiliar na Arquidiocese de Viena e vigário episcopal no vicariato de Unter dem Manhartsberg .

## Vida
Turnovszky cresceu em Viena e cursou o ensino médio em Döbling. Primeiro, ele estudou química técnica na Universidade Técnica de Viena e também trabalhou como químico por vários anos. Além disso, ele é voluntário no Malteser Hospitaldienst Austria desde 1987. Em 1992, entrou no Seminário de Viena e recebeu em 23 de novembro de 1997, o sacramento do diaconado e em 29 de junho de 1998 na Catedral de Santo Estêvão, a ordenação . Antes disso, ele já era diácono em Perchtoldsdorf, mais tarde como capelãona paróquia Jedlesee em Vienna-Floridsdorf. Depois foi primeiro pároco em Großmugl e Herzogbirbaum e a partir de 1 de setembro de 2005 pároco da paróquia de St. Josef em Baden - Leesdorf .
Em 6 de março de 2008, Stephan Turnovszky era do Papa Bento XVI o bispo titular de Ancusa e, para suceder a Helmut Krätzl, o bispo auxiliar nomeado para a Arquidiocese de Viena. A ordenação episcopal ocorreu na segunda-feira de Whit, 12 de maio de 2008, na Catedral de Santo Estêvão, em Viena, pelo Arcebispo Christoph Cardeal Schönborn ; Os co-consagradores foram o bispo auxiliar vienense emérito Helmut Krätzl e o bispo auxiliar de St. Pölten, Anton Leichtfried. Seu lema episcopal é Sitivit in te anima mea ("Minha alma tem sede de você") doLivro dos Salmos ( Sl 63.2  EU ).
É o responsável pelo acompanhamento dos sacerdotes da Arquidiocese de Viena e, desde a assembleia plenária de verão da Conferência Episcopal Austríaca em Mariazell (junho de 2009), dirige o departamento de pastoral infanto-juvenil.
Desde 1 de setembro de 2012 assume a agenda como Vigário Episcopal no Vicariato Unter dem Manhartsberg .
Desde março de 2016, ele é responsável pelos movimentos religiosos (incluindo a renovação carismática) na Conferência Episcopal Austríaca, além de seu papel como bispo para a pastoral infantil e juvenil.

## Brasão de armas
O lado heráldico direito do brasão do bispo mostra a cruz de pata do brasão da Arquidiocese de Viena e à esquerda a torre dupla de prata do brasão da família Turnovszky. No campo dourado pontiagudo inferior é mostrado o símbolo auto-escolhido de uma árvore com raízes. Simboliza o amor do usuário pela natureza e pela ciência (a antiga profissão). O brasão é coroado por uma mitra com cruz processional que continua por baixo do brasão .
A árvore também significa proximidade com Deus (copa da árvore) e proximidade com as pessoas (raízes). Assim como a árvore vive da água, o homem vive de Deus (lema). É uma reminiscência da árvore do paraíso e da árvore da cruz e, portanto, da redenção.
Sob o brasão de armas está seu lema episcopal em alemão: Minha alma tem sede de você .